# Mühlenbach (Schwarzwald)
Mühlenbach település Németországban, azon belül Baden-Württembergben. Lakosainak száma 1660 fő (2023. december 31.).

## Népesség
A település népessége az elmúlt években az alábbi módon változott:
| Lakosok száma | 1492 | 1575 | 1514 | 1474 | 1495 | 1598 | 1681 | 1701 | 1665 | 1660 |
|               | 1961 | 1967 | 1974 | 1980 | 1987 | 1993 | 2000 | 2006 | 2013 | 2023 |